# Torremolinos 73
Torremolinos 73 is een Spaans-Deense film uit 2003, geregisseerd door Pablo Berger.

## Verhaal
Alfredo (Javier Cámara) woont samen met zijn vrouw Carmen (Candela Peña) in Spanje. Alfredo is een huis-aan-huisverkoper van encyclopedieën, maar het gaat slecht met de verkoop. Op een dag organiseert het bedrijf waarvoor Alfredo werkt een conferentie. Tijdens de conferentie krijgt Alfredo het aanbod om samen met zijn vrouw pornografische films te maken voor de Scandinavische markt. Aangezien het slecht gaat met de verkoop van de encyclopedieën en Carmen net haar baan is kwijtgeraakt, hebben ze geen andere keuze dan het aanbod te accepteren.

## Rolverdeling
| Acteur             | Personage             |
| ------------------ | --------------------- |
| Javier Cámara      | Alfredo               |
| Candela Peña       | Carmen                |
| Juan Diego         | Carlos                |
| Malena Alterio     | Vanessa               |
| Fernando Tejero    | Juan Luis             |
| Mads Mikkelsen     | Magnus                |
| Ramón Barea        | José Carlos Romerales |
| Sixten Kai Nielsen | Ole                   |

## Ontvangst

### Recensies
Op Rotten Tomatoes geeft 70% van de 40 recensenten de film een positieve recensie, met een gemiddelde score van 6,42/10. Website Metacritic komt tot een score van 62/100, gebaseerd op 18 recensies.

### Prijzen en nominaties
De film werd genomineerd voor 4 Premios Goya.
| Jaar | Evenement                      | Categorie                  | Genomineerde  | Resultaat   |
| ---- | ------------------------------ | -------------------------- | ------------- | ----------- |
| 2004 | Premios Goya (18de uitreiking) | Beste acteur               | Javier Cámara | Genomineerd |
| 2004 | Premios Goya (18de uitreiking) | Beste mannelijke bijrol    | Juan Diego    | Genomineerd |
| 2004 | Premios Goya (18de uitreiking) | Beste origineel scenario   | Pablo Berger  | Genomineerd |
| 2004 | Premios Goya (18de uitreiking) | Beste debuterend regisseur | Pablo Berger  | Genomineerd |